# Rudy Ricciotti

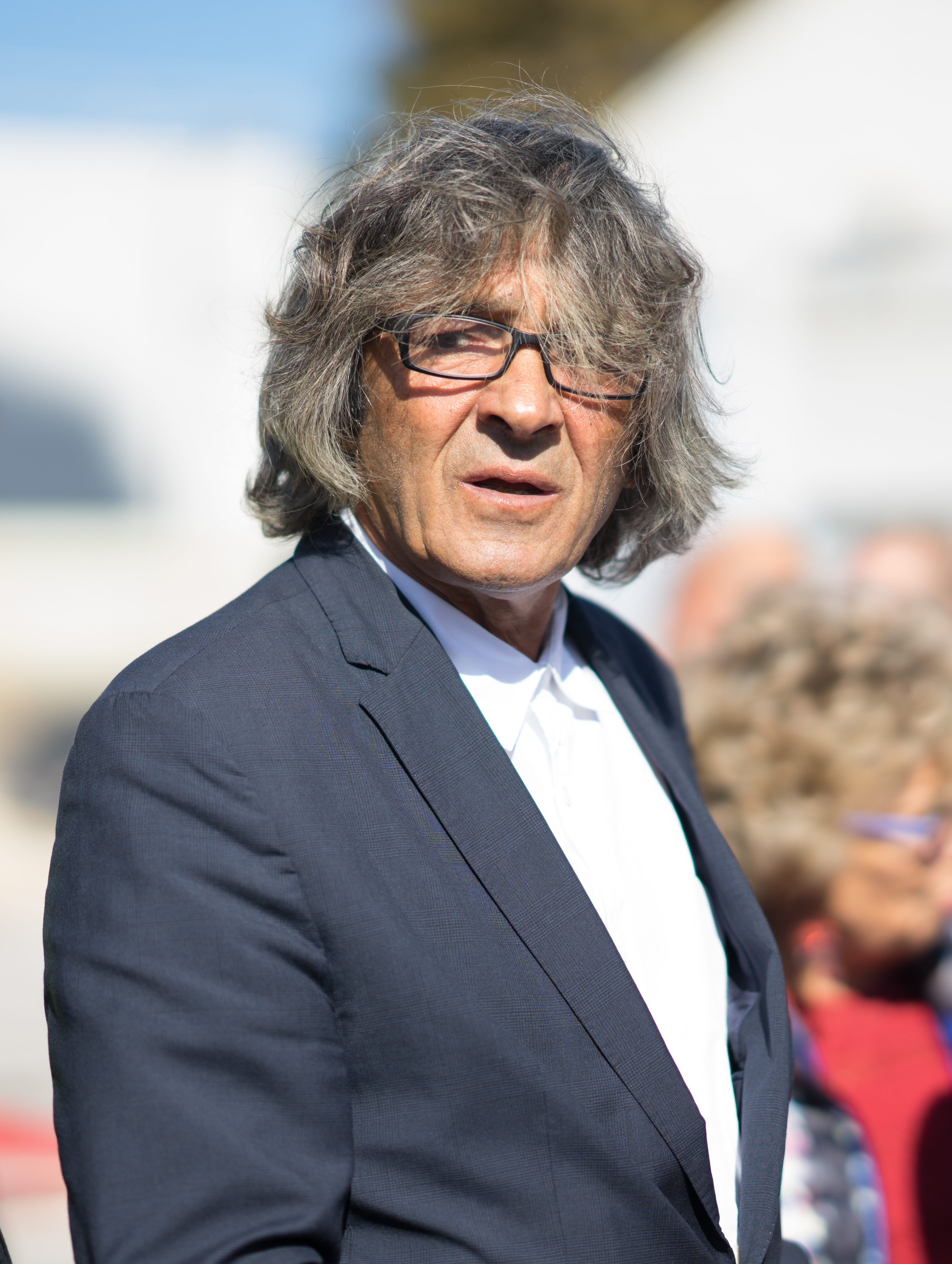
Rudy Ricciotti (2018)

Rudy Ricciotti (* 22. August 1952 in Algier, Algerien) ist ein französischer Architekt, Bauingenieur und Verleger, wohnhaft in Bandol (Var), der seit 2014 Mitglied der Académie des technologies ist.

## Werdegang
Ricciotti hat italienische Vorfahren und kam mit drei Jahren nach Frankreich. Er wuchs unter anderem in Port-Saint-Louis-du-Rhône in der Camargue auf und studierte Bauingenieurwesen (Abschluss 1975) an der École d’ingénieurs de Genève und Architektur an der École nationale supérieure d’architecture de Marseille mit dem Abschluss 1980.
Er hat einen kleinen Verlag (Al Dante) für Architektur und Photographie und sammelt selbst seltene Bücher.

## Ehrungen
- Ritter der Ehrenlegion (2004)[2]
- Grand prix national de l’architecture (2006)
- Officier de l’Ordre national du Mérite (2008)[3]
- Commandeur de l’Ordre des Arts et des Lettres (2013)[4]
- Goldmedaille der Académie d’architecture (2013)[5]
- Colored Concrete Works Award (2017)[6]
- Freyssinet-Medaille (2018)
- Auguste-Perret-Preis der UIA (2021)[7]
- Légionnaire de 1ère classe d'honneur de la Légion étrangère (2021)[8]

## Bauten

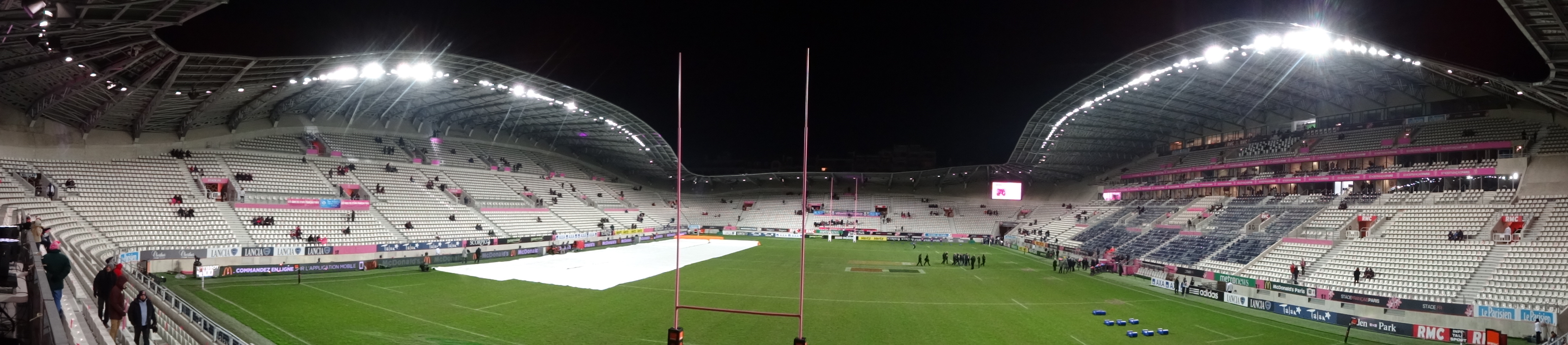
Stadium Jean Bouin in Paris

- Rekonstruktion der Abtei von Montmajour
- Passerelle für den Frieden in Seoul
- Nikolaisaal in Potsdam, 2000[9]
- Pavillon Noir des Centre Chorégraphique National in Aix-en-Provence, Ort für Studioarbeit und Aufführungen des Ballet Preljocaj, 2006 eröffnet
- Große Halle der Fakultät für Naturwissenschaften in Luminy, Marseille
- Villa Navarra in Le Muy, eine Kunstgalerie
- Hauptquartier von ITER in Cadarache, 2012
- Internationale Schule von Manosque
- Musée des Civilisations de l’Europe et de la Méditerranée (MuCEM) in Marseille. Es wurde 2013 am alten Hafen errichtet, als Marseille europäische Kulturhauptstadt war.
- Stade Jean-Bouin (Paris) (Umbau), 2013
- Jean Cocteau Museum in Menton
- Les Arts Gstaad in Gstaad (Konzerthalle für das von Yehudi Menuhin gegründete Festival)
- Erweiterung des Museums La Boverie in Lüttich
- Man and the Sea Museum in Monaco
- Abteilung Kunst des Islam im Louvre mit Mario Bellini
- Pont de la République in Montpellier, 2014
- Mémorial du Camp de Rivesaltes (ein ehemaliges Deportationslager in den Pyrenäen während des Vichy-Regimes), 2015
- Arkéa Arena in Bordeaux, 2018
- Erweiterungsbau der Humanistenbibliothek in Sélestat, 2018
- Erweiterung des Bahnhofs Nantes, 2020